# بيكي هامون
بيكي هامون (الروسية: Хэммон, Бекки) (بالإنجليزية: Becky Hammon) مواليد 11 مارس 1977 في رابيد سيتي، هي لاعبة كرة سلة روسية أمريكية سابقة تحولت إلى التدريب بعد الاعتزال بدأت مسيرتها الاحترافية في سنة 1999 حاليا هي مساعدة مدرب لفريق سان أنطونيو سبرز في الرابطة الوطنية لكرة السلة. يبلغ طولها 5 قدم 6 بوصة (1.7 م). في 2008 تم تجنيسها ومنحت الجنسية الروسية ومثل منتخب روسيا الوطني لكرة السلة للنساء في أولمبياد 2008 و2012 حيث شارك في مسابقة كرة السلة في الألعاب الأولمبية الصيفية. اعتزلت اللعب في 2014.

## الميداليات
| الميدالية | المسابقة                       |
| --------- | ------------------------------ |
| برونزية   | الألعاب الأولمبية الصيفية 2008 |

## روابط خارجية
- بيكي هامون على موقع الاتحاد الدولي لكرة السلة (الإنجليزية)
- بيكي هامون على موقع الاتحاد الوطني لكرة السلة النسائية (الإنجليزية)
- بيكي هامون على موقع كرة السلة الأوروبية.كوم (الإنجليزية)
- بيكي هامون على موقع كلية كرة السلة في سبورتس رفرنس.كوم (الإنجليزية)
- بيكي هامون على موقع ريلجم (الإنجليزية)
- بيكي هامون على موقع بروبوليرز (الإنجليزية)
- بيكي هامون على موقع قاعة مشاهير كرة السلة للسيدات (الإنجليزية)
- بيكي هامون على موقع سبورتس رفرنس (الإنجليزية)
- بيكي هامون على موقع سبورتس رفرنس (الإنجليزية)
- بيكي هامون على موقع سبورتس رفرنس (الإنجليزية)